# بيغ بانك هانك
بيغ بانك هانك (بالإنجليزية: Big Bank Hank)‏ هو رابر أمريكي، ولد في 5 أغسطس 1957 في ذا برونكس في الولايات المتحدة، وتوفي في 11 نوفمبر 2014 في إنغلوود في الولايات المتحدة بسبب سرطان.

## وصلات خارجية
- بيغ بانك هانك على موقع IMDb (الإنجليزية)
- بيغ بانك هانك على موقع ميوزك برينز (الإنجليزية)
- بيغ بانك هانك على موقع ديسكوغز (الإنجليزية)
- بيغ بانك هانك على موقع ديسكوغز (الإنجليزية)